# Justin Kirk
Justin Kirk   (Salem, 28 de maig de 1969) és un actor estatunidenc.

## Biografia
Justin va créixer a la ciutat d'Union, a l'Estat de Washington, anant a l'escola en una reserva índia. Es va traslladar a Minneapolis amb 12 anys, abans d'anar a Nova York després d'haver rebut el seu diploma d'estudis secundaris.
Segueix un programa al conservatori d'art dramàtic de dos anys a Circle in the Square. El seu primer paper a Broadway era a una obra titulada Any Given Day al teatre Longacre. Justin és conegut per la seva interpretació del paper de Prior Walter al teleserial de l'obra de Tony Kushner, Angels in America, dirigida per Mike Nichols, i per a la qual Kirk va rebre una nominació per al premi Emmy al millor actor secundari en una mini-sèrie. També va aparèixer a la peça i el film de Love! Valour! Compassion!, i va rebre un premi Obie per a actuació distingida del conjunt.
Els altres films als quals Justin ha aparegut són Chapter Zero, The Eden Myth i Call o' the Glen.
Ha estat, de 2005 a 2012, un dels personatges principals de la sèrie de televisió Weeds, amb Mary-Louise Parker i Elizabeth Perkins. La seva vida és entre Nova York i Los Angeles.

## Filmografia

### Cinema
- 1997: Love! Valour! Compassion! de Joe Mantello: Bobby Brahms
- 1998: 99 Threadwaxing (curt): el germanastre
- 1999: The Eden Myth: Aldo Speck
- 1999: Chapter Zero: Lonnie
- 2002: Teddy Bears' Picnic: Damien Pritzker
- 2002: Outpatient: Morris Monk
- 2006: Flannel Pajamas: Stuart Sawyer
- 2006: Hollywood Dreams: Robin Mack
- 2006: Pregunta-ho al vent (Ask the Dust): Sammy
- 2006: Puccini i jo: Philip
- 2009: Against the Current: Jeff Kane
- 2009: Four Boxes: Trevor Grainger
- 2010: Elektra Luxx: Benjamin
- 2010: See You in September: A.J.
- 2010: The Presence: L'home
- 2010: The Legend of Hallowdega (curt): L'hoste
- 2011: L!fe Happens: Henri
- 2012: Goats: Bennet
- 2012: 30 Beats: Adam
- 2012: Vamps: Vadim
- 2013: Mr. Morgan's Last Love de Sandra Nettelbeck: Miles Morgan
- 2013: Chronicles Simpkins Will Cut Your Ass (curt): M. Finkle
- 2014: Sexual Secrets
- 2014: Walter d'Anna Mastro: Greg
- 2017: Molly's game
- 2018: Cheney (Backseat) d'Adam McKay: Lewis Libby

### Televisió
- 1995: New York News (Temporada 1, episodi 8)
- 1998: El camaleó: Horace Strickland (Temporada 2, episodi 8)
- 1999-2001: Jack and Jill: Batholomew Zane (32 episodis)
- 2001: New York, unitat especial: Eric Plummer (Temporada 3, episodi 2)
- 2003: Angels in America (mini-sèrie): Prior Walter
- 2005: CSI: Crims Scene Investigation: Patrick Bromley (Temporada 5, episodi 18)
- 2005: Jack i Bobby: John McCallister (Temporada 1, episodi 20)
- 2005-2012: Weeds: Andy Botwin (99 episodis)
- 2006: Everwood: James Carmody (Temporada 4, episodi 18)
- 2009: Glenn Martin, DDS: Rick (Temporada 1, episodi 6)
- 2009-2010: University of Andy: Andy Botwin (21 episodis)
- 2010: The Subpranos: Slash MacKenzie (Temporada 1, episodi 10)
- 2010-2011: Modern Family: Charlie Bingham (3 episodis)
- 2012-2013: Animal Practice: George Coleman (9 episodis)
- 2013: Childrens Hospital: Michael (Temporada 5, episodi 4)
- 2013: The Blacklist: Nathaniel Wolfe (Temporada 1, episodi 8)
- 2013: Modern Family: Charlie Bingham (2 episodis)
- 2014: Tyrant (TV): John Tucker
- 2015: Manhattan: Joseph Bucher (Temporada 2, episodi 2 et 9)
- 2015: You're the Worst: Rob (Temporada 2, episodi 9)
- 2017: A.P.B. - 12 episodis: Gideon Reeves